# الدعية
الدِّعِيَّة هي منطقة من مناطق محافظة العاصمة في الكويت. وقد نسبت المنطقة إلى أول من سكنها الشيخ دعيج السلمان الصباح، الذي كان قائدًا لجيش الكويت في معركة حمض سنة 1919 م، وعمَّر حتى بلغ ال 98 من عمره، وتوفي سنة 1981 م. لكون اسم دعيج ينطق (دعيي) مع قلب الجيم إلى الياء، فقد تحول اسم المنطقة من (الدعيجية) إلى (الدعيية) ثم خفف إلى (الدعية). وتنقسم المنطقة إلى 4 قطع بالإضافة إلى القطعة البحرية 5.
مختارو منطقة الدعية
- عبد الله مشاري الروضان من 1960 حتى 1963
- إبراهيم سعد الناهض من 1965 حتى 1995
- حسين أحمد بن حسين الرومي من 1995 حتى 2017 (إلى حين وفاته)

## المباني في المنطقة
- جمعية الدعية التعاونية ولها مجمع أفرع 2، 3، 4

- معهد تدريب الكهرباء والماء التابع للهيئة العامة للتعليم التطبيقي والتدريب (مدرسة زينب سابقا)
- مدرسة ابن سينا الابتدائية بنين
- ثانوية احمد بشر الرومي بنين
- محطة بنزين
- السفارة النمساوية
- السفارة الكندية
- مركز الإحقاقي الصحي
- حسينية بوعليان وهي من أقدم الحسينيات بالمنطقة
- حسينية الرسول الأعظم الكربلائية
- حسينية آل بوحمد
- مركز شباب الدعية
- الاتحاد الكويتي لكرة اليد
- مطعم هارديز
- مطعم كنتاكي
- مقهى ستاربكس
- حديقة عامة
- مسجد البحارنة
- مسجد أحمد الأيوب
- مسجد سلطان بوطيبان
- مسجد حمود الصباح
- مسجد هيا البحر
- مسجد الإمام مالك
- السفارة الأندونيسية
- روضة عبد الله الفرج
- روضة الدعية
- ديوانية الأستاذ
- ديوانية العوضي
- ديوانية الرومي
- ديوانية حسين ناصر الإبراهيم
- مدرسة قتيبة المتوسطة بنين تم تغير الاسم إلى مدرسة ربيع الموسوي
- مدرسة الدعية المشتركة بنات
- قصر الدعية تم تنظيمة وتحويلة إلى ضاحية حصة المبارك الصباح
- ديوان الحيدري
- مجمع بيبي السالم الصباح

بالإضافة إلى السفارات الموجودة في قطعة 5 التابعة للمنطقة وهي
- سفارة المملكة العربية السعودية
- سفارة الإمارات العربية المتحدة
- سفارة مملكة البحرين
- السفارة القطرية
- سفارة جمهورية العراق
- السفارة اللبنانية
- سفارة جمهورية إيران الإسلامية
- السفارة الهندية
- السفارة التركية
- السفارة الماليزية

## أسماء الشوارع
- شارع جاسم محمد الإبراهيم
- شارع راشد بن احمد الرومي
- شارع أحمد شوقي
- شارع ابن سينا
- شارع أبو تمّام
- شارع محمد حسين بوعليان